# Metassamia reticulata
Metassamia reticulata – gatunek kosarza z podrzędu Laniatores i rodziny Assamiidae.

## Występowanie
Gatunek został wykazany z Birmy.